# ヒロ郵便局 (ダウンタウン)

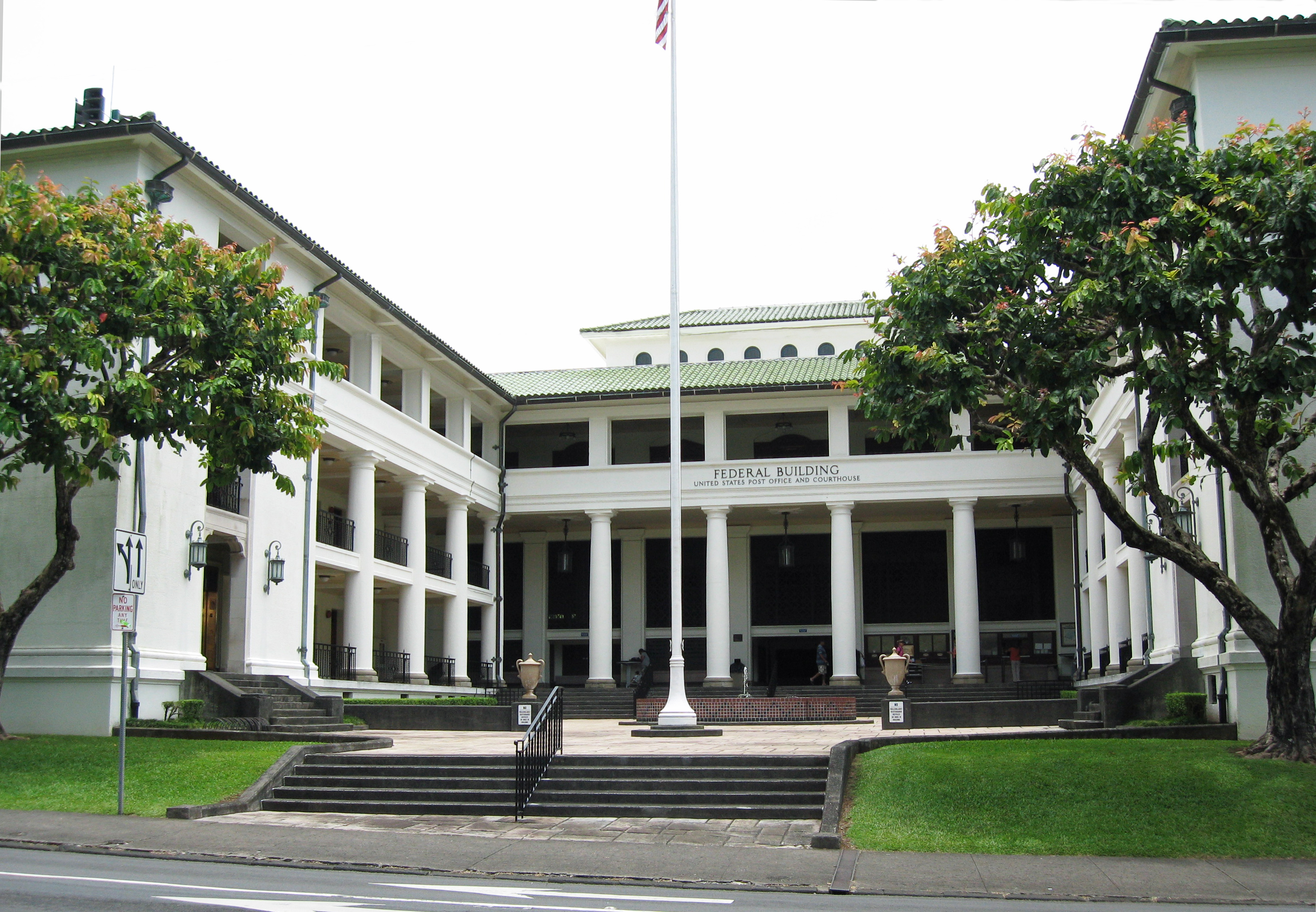
ダウンタウン・ヒロ郵便局（旧ヒロ連邦ビル）

ヒロ郵便局（ヒロゆうびんきょく、英語: Downtown Hilo Post Office）はアメリカ合衆国ハワイ州第二の町ヒロのダウンタウンにある郵便局（ZIPコード：96721）で、1917年に建てられた当時は連邦政府ビルとして郵便局だけでなく、裁判所、税関、その他の連邦事務所として使われた。アメリカ合衆国国家歴史登録財にも登録された歴史的建物である。

## 歴史
1898年ハワイがハワイ準州（Territory of Hawaii）としてアメリカ合衆国に併合された時に、当時はハワイ最大の町であったヒロに連邦政府ビルの建設が必要になったがその費用がなく、1913年になってやっと現在はヒロ郵便局となっている建物が町の中心広場であるカラカウア公園に面して建設されて、当時は郵便局、裁判所、税関、その他事務所を兼ねていた。
ビルの設計はアンドリュー・カーネギーの義兄であるヘンリー・ホィットフィールド（Henry Whitfield）が行ない、彼はホノルル・カーネギー図書館（現在のハワイ州立図書館 Hawaii State Library）の設計を終わったばかりであった。建物の様式は地中海ルネッサンス・リバイバル様式で、建築は当時ハワイで初めてのコンクリート作りの建物のひとつであった。
1930年代には、連邦政府の他の事務所のスペースが必要となり、左右のウィングがルイス・サイモン（Louis A. Simon）の設計で追加された。
1974年にはアメリカ合衆国国家歴史登録財に「Federal Building, United States Post Office and Courthouse, Hilo, Hawaii」として登録された。その後、1978年にはヒロ中央郵便局的局ができて、1979年には地方裁判所もよそへ移った。
現在、ヒロには郵便局が2つあり、中央郵便局的局（ZIPコード：96720）はヒロ国際空港のそばにあり、もと連邦ビルも郵便局として機能していて、郵便物の送付、私書箱での受け取り（96721）に利用されている。

## 参照項目
- カラカウア
- アメリカ合衆国の主要または歴史的郵便局一覧（List of United States Post Offices）